# 西村太郎右衛門
西村 太郎右衛門（にしむら たろうえもん、1603年頃 - 1651年3月31日（慶安4年2月10日）は、江戸時代初期の近江商人。安南に渡り巨利を博したと言われる。

## 生涯
西村家は近江佐々木氏の一族より分れ、織田信長安土城築城時に愛知郡小幡庄田村（現東近江市）より移住した布施源左衛門の弟の嫡男嘉右衛門が西村と称したのを初代とする。なお、布施源左衛門の家系はこの後、代々西谷と称する。西村太郎右衛門は初代西村嘉右衛門の次男として慶長8年頃に誕生した。初代・2代西村嘉右衛門は共に近江八幡の町総年寄を勤め名字帯刀が許されていた。太郎右衛門の兄2代嘉右衛門は1600年頃（慶長5年）に生まれ、1659年1月18日（(旧暦)万治元年12月26日）に没したとされている。
太郎右衛門の安南（現ベトナム）渡航については、「九州より出た船が難破し安南にたどり着いた。」、角倉與一による角倉船などの「朱印船に乗り込んだ。」などの説があり実際の渡航手段は不明であるが、九州沖の難破船が安南に辿り着くことは難しく、安南での貿易等を目指し朱印船等の貿易船に乗り込んだものと考えられる。西村家の本家に当たる西谷家過去帳によれば「太郎右衛門は安南国交趾に住した。」とされ、日本人街が確認されているファイフォにいたのではないかと考えられている。
なお、太郎右衛門は城の攻防戦の最中に安南に上陸し、城防衛側に味方して勝ちを収めたことからその地の王の信頼を得、巨万の富を得たとの話もある。1647年（正保4年）3月吉日付けにて西村太郎右衛門より近江八幡の日牟礼八幡宮に献納された「安南渡海船額（絵馬）」一面が同八幡宮にあり、重要文化財に指定されている。この絵馬は一説によると鎖国を押して多くの財宝と共に帰国した太郎右衛門が、結局上陸を認められず、已む無く船上に長崎の絵師菱川孫兵衛を呼び寄せ自分をモデルに書かせたと言われている。一般的には他の安南在住者である伊勢松坂角屋七郎兵衛と同様に安南より日本に発注し書かせたものと考えられている。なお、西谷家過去帳ではこの絵馬について「大唐安南国において死、當處八幡宮に歸國心願の繪馬あり」とされている。なお、鎖国中に海外在住者から奉納された絵馬は太郎右衛門と角屋七郎兵衛、山田長政の他2面（合計5面）が確認されている。
西村太郎右衛門は、絵馬奉納の4年後の1651年3月31日（(旧暦)慶安4年2月10日）に満49歳で死去したと記録されている。

## 家族
父 西村嘉右衛門（初代）
兄 西村嘉右衛門（2代）
甥 西村嘉右衛門（3代）

## 西村太郎衛門に関連する文献
- 「徳川初期の海外貿易家 西村太郎右衞門 P145」（川島元次郎著 朝日新聞合資会社 1916年）
- 「朱印船貿易史 西村太郎右衛門 P432」（川島元次郎著 内外出版 1921年）
- 「我国開国時代海洋発展の偉人 西村太郎右衛門 P47」（日本海事振興会 日本海運集会所 1941年）
- 「八幡船 西村太郎右衞門 P192」（柴田賢一著 興亜日本社 1942年）